# Revolverstriden vid O.K. Corral

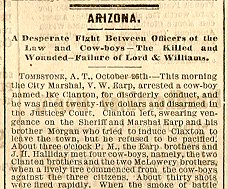
Tidningsartikel från 26 oktober 1881.

Revolverstriden vid O.K. Corral var en strid som utspelades i staden Tombstone, Arizona, USA den 26 oktober 1881 och som har givit upphov till flera Westernfilmer. 
Det var en onsdagsmorgon på en obebyggd tomt, tomt 2 i kvarter 17, bakom ett stall (corral på engelska) som nio män drabbade samman i en eldstrid som varade i 30 sekunder. På de sekunderna avfyrades 30 skott och tre av männen fick sätta livet till. Delar av striden utkämpades även på gatan Fremont Street framför tomten. 
De män som deltog var Wyatt Earp, Morgan Earp, Virgil Earp och Doc Holliday som stred mot Billy Claiborne, Frank McLaury, Tom McLaury, Billy Clanton och Ike Clanton. Frank och Tom McLaury samt Billy Clanton dödades.

## Upprinnelsen
Bakgrunden till eldstriden var komplicerad. Det fanns politiska och affärsmässiga orsaker såväl som ideologiska. Earpbröderna sågs av sina fiender som polisbricksviftande rufflare som obarmhärtigt genomdrev stadens affärsintressen. Clantonbröderna och deras gäng sågs av sina fiender som boskapstjuvar och mördare.
Den utlösande faktorn till skottväxlingen var ett diligensrån i maj 1881 där två människor dödades. Senare rymde även rånets huvudmisstänkta från fängelset. Flera anklagades för att ha varit delaktiga i rånet, bland annat Doc Holliday som utpekades av sin flickvän Big Nose Kate. Hon drog senare tillbaka anklagelsen. Wyatt ville ställa de skyldiga till svars eftersom detta skulle öka hans chanser att bli county-sheriff. Han försökte tvinga Ike Clanton att hjälpa honom gripa några av de anklagade. Att Clanton inte gick med på detta, ledde till större osämja mellan Earp- och Clantonbröderna.

## Eldstriden

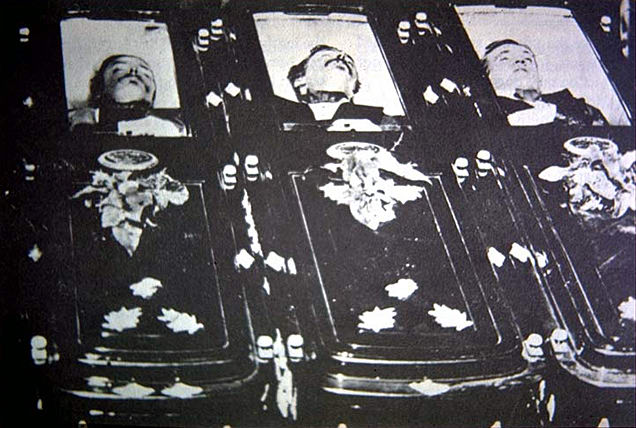
Bröderna McLaury och Billy Clanton efter eldstriden.

Fler gräl mellan Earp- och Clanton-gängen ledde till händelsen 26 oktober 1881. Journalister rapporterade om flera cowboys som vid denna tidpunkt drev runt i Tombstone med vapen. Ike Clanton sades vilja ha en uppgörelse med Earpbröderna. Virgil Earp ville upprätthålla ordningen i staden genom obligatorisk inlämning av handeldvapen till de lokala myndigheterna. Han bestämde sig för att konfrontera Ike Clantons grupp för att få dem att överlämna sina vapen. Med hjälp av sina bröder Morgan och Wyatt, och senare av Holliday, begav de sig mot den obebyggda tomten vid stallet (corral).
Virgil tros ha sagt "Upp med händerna, jag vill ha era vapen", men efter det är ögonvittnenas berättelser vaga. Eldstriden började strax därpå och varade i 30 sekunder. Virgil och Morgan blev svårt skadade medan Holliday endast ådrog sig mindre skador. Wyatt klarade sig oskadd. Ike Clanton, som ville ha en uppgörelse, var ironiskt nog obeväpnad men lyckades fly oskadd från striden. Billy Clanton och bröderna McLaury sköts till döds.

## Följderna
Efter eldstriden anklagades Earpbröderna och Holliday för mord, men vid de inledande förhandlingarna ansåg den sittande fredsdomaren att det inte fanns tillräckliga bevis för en rättegång. Lite senare mördades Wyatts bror Morgan samtidigt som Virgil blev svårt skadad i sin vänstra arm. Efter denna incident inledde Wyatt tillsammans med Doc en personlig vendetta mot de män som de trodde låg bakom angreppet. De lyckades spåra upp och döda dessa män.

## I populärkultur
Händelsen vid O.K. Corral har gett upphov till flera filmer och TV-serier:

### Filmer
- Frontier Marshal (1939)
- Tombstone, the Town Too Tough to Die (1942)
- Laglöst land (1946)
- The Life and Legend of Wyatt Earp (1955) (TV)
- Gunfight at the O.K. Corral (1957)
- Doctor Who - The Gunfighters (1966)
- Hour of the Gun (1967)
- Doc (1971)
- Tombstone (1993)
- Wyatt Earp (1994)

### TV och annan media
- Bianchi International producerade en kort dokumentär, Revolverstriden i O.K. Corral, som visades på deras numera nerlagda museum i Temecula, Kalifornien.
- Striden vid O.K. Corral, ett av seriealbumen med Lucky Luke
- I Star Trek-avsnittet Spectre of the Gun placerar utomjordingar flera av besättningen i rollerna som Claiborne, McLaury och Clanton för att utkämpa en surrealistisk eldstrid för att avrätta dem. Besättningen lyckas dock överleva utan att knappt behöva utöva något våld alls.
- I BBC:s dokumentärserie Days that shook the world handlade första halvan av programmet om just denna strid (den andra halvan var om Alla hjärtans dag-massakern).
- Avsnittet "Ghost Fight at the OK Corral" av animerade TV-serien The Real Ghostbusters.

### Fotnoter
1. ↑  Ebbe Fischer (25 oktober 2018). ”Wyatt Earp ledde blodig uppgörelse” (på svenska). Världens historia. https://varldenshistoria.se/samhalle/amerikas-historia/wyatt-earp-ledde-blodig-uppgorelse. Läst 26 augusti 2019.